# أمور عامة
الأمور العامة هي عند المتكلمين والحكماء الأمور التي لا تختص بقسم من أقسام الموجود من الواجب والجوهر والعرض. فإمّا أن تشتمل الأقسام الثلاثة كالوجود والوحدة فإن كل موجود، وإن كان كثيرا، له وحدة ما باعتبار وكالماهية والتشخص عند القائل بأن الواجب له ماهية مغايرة لوجوده وتشخص مغاير لماهيته، أو تشتمل الاثنين منها كالإمكان الخاص والحدوث والوجوب بالغير والكثرة والمعلولية فإنها كلها مشتركة بين الجوهر والعرض، فعلى هذا لا يكون العدم والامتناع والوجوب الذاتي والقدم من الأمور العامة، ويكون البحث عنها في الأمور العامة على سبيل التبعية.
وقد يقال الأمور العامة ما يتناول المفهومات بأسرها إما على سبيل الإطلاق كالإمكان العام أو على سبيل التقابل بأن يكون هو مع ما يقابله متناولا لها جميعا ويتعلق لكل منهما أي من هذين المتقابلين غرض علمي كالوجود والعدم ويترتب عليه مقصود أصلي. وبهذا القيد خرج كل مفهوم مع ما يقابله لشمولهما جميع المفهومات، إلّا أنه لا يتعلّق بشيء منهما غرض علمي كالإنسان والإنسان، أو يتعلّق بأحدهما فقط كالوجوب واللاوجوب إذ هو ليس من الأمور العامة.
ومعنى تعلق الغرض العلمي عند المتكلم ان يتعلق به إثبات العقائد الدينية تعلقا قريبا أو بعيدا، فإن غرض المتكلم من البحث عنها إثبات العقائد الدينية.